# Primera División 1994-1995 (Spagna)
La Primera División 1994-1995 è stata la 64ª edizione della massima serie del campionato spagnolo di calcio, disputato tra il 3 settembre 1994 e il 18 giugno 1995 e concluso con la vittoria del Real Madrid, al suo ventiseiesimo titolo.
Capocannoniere del torneo è stato Iván Zamorano (Real Madrid) con 28 reti.

## Classifica finale
|       | Pos. | Squadra             | Pt | G  | V  | N  | P  | GF | GS | DR  |
| ----- | ---- | ------------------- | -- | -- | -- | -- | -- | -- | -- | --- |
|       | 1.   | Real Madrid         | 55 | 38 | 23 | 9  | 6  | 76 | 29 | +47 |
| [ 2 ] | 2.   | Deportivo La Coruña | 51 | 38 | 20 | 11 | 7  | 68 | 32 | +36 |
|       | 3.   | Real Betis          | 46 | 38 | 15 | 16 | 7  | 46 | 25 | +21 |
|       | 4.   | Barcellona          | 46 | 38 | 18 | 10 | 10 | 60 | 45 | +15 |
|       | 5.   | Siviglia            | 43 | 38 | 16 | 11 | 11 | 55 | 41 | +14 |
|       | 6.   | Español             | 43 | 38 | 14 | 15 | 9  | 51 | 35 | +16 |
| [ 3 ] | 7.   | Real Saragozza      | 43 | 38 | 18 | 7  | 13 | 56 | 51 | +5  |
|       | 8.   | Athletic Bilbao     | 42 | 38 | 16 | 10 | 12 | 39 | 42 | -3  |
|       | 9.   | Real Oviedo         | 39 | 38 | 13 | 13 | 12 | 45 | 42 | +3  |
|       | 10.  | Valencia            | 38 | 38 | 13 | 12 | 13 | 53 | 48 | +5  |
|       | 11.  | Real Sociedad       | 38 | 38 | 12 | 14 | 12 | 56 | 44 | +8  |
|       | 12.  | Racing Santander    | 36 | 38 | 13 | 10 | 15 | 42 | 47 | -5  |
|       | 13.  | Celta Vigo          | 36 | 38 | 11 | 14 | 13 | 36 | 48 | -12 |
|       | 14.  | Atlético Madrid     | 35 | 38 | 13 | 9  | 16 | 56 | 54 | +2  |
|       | 15.  | Tenerife            | 35 | 38 | 13 | 9  | 16 | 57 | 57 | 0   |
|       | 16.  | Compostela          | 34 | 38 | 11 | 12 | 15 | 44 | 56 | -12 |
|       | 17.  | Albacete            | 34 | 38 | 10 | 14 | 14 | 44 | 61 | -17 |
|       | 18.  | Sporting Gijón      | 28 | 38 | 8  | 12 | 18 | 42 | 67 | -25 |
|       | 19.  | Real Valladolid     | 25 | 38 | 8  | 9  | 21 | 25 | 63 | -38 |
|       | 20.  | CD Logroñés         | 13 | 38 | 2  | 9  | 27 | 15 | 79 | -64 |

Legenda:
      Campione di Spagna ed ammessa alla UEFA Champions League 1995-1996.
      Ammesse alla Coppa delle Coppe 1995-1996.
      Ammesse alla Coppa UEFA 1995-1996.
  Partecipa agli spareggi interdivisionali.
      Retrocesse in Segunda División 1995-1996.
Regolamento:
Due punti a vittoria, uno a pareggio, zero a sconfitta.
In caso di arrivo di due o più squadre a pari punti, la graduatoria verrà stilata secondo la classifica avulsa tra le squadre interessate che prevede, in ordine, i seguenti criteri:
- Punti negli scontri diretti.
- Differenza reti negli scontri diretti.
- Differenza reti generale.
- Reti realizzate in generale.

Note:
L'Albacete e il Real Valladolid sono stati poi ripescati in Primera División 1995-1996 per ampliamento di organico.

## Spareggi

### Spareggi interdivisionali
|                | Risultati |                | Luogo e data              |
| -------------- | --------- | -------------- | ------------------------- |
| Salamanca      | 0-2       | Albacete       | Salamanca, 21 giugno 1995 |
| Albacete       | 0-5 (dts) | Salamanca      | Albacete, 27 giugno 1995  |
|                |           |                |                           |
| UE Lleida      | 2-2       | Sporting Gijón | Lleida, 22 giugno 1995    |
| Sporting Gijón | 3-2       | UE Lleida      | Gijón, 28 giugno 1995     |
|                |           |                |                           |

## Statistiche

### Squadre

#### Capoliste solitarie
|    | —— | ——  | —— | ——  | ——  | —— | ——  | —— | ——  | ——  | ——  | ——  | ——  | ——  | ——          | ——          | ——          | ——          | ——          | ——          | ——          | ——          | ——          | ——          | ——          | ——          | ——          | ——          | ——          | ——          | ——          | ——          | ——          | ——          | ——          | ——          | ——          | —— |  |
|    |    | Dep |    | Dep | Dep |    | Dep |    | Dep | RSa |     |     |     |     | Real Madrid | Real Madrid | Real Madrid | Real Madrid | Real Madrid | Real Madrid | Real Madrid | Real Madrid | Real Madrid | Real Madrid | Real Madrid | Real Madrid | Real Madrid | Real Madrid | Real Madrid | Real Madrid | Real Madrid | Real Madrid | Real Madrid | Real Madrid | Real Madrid | Real Madrid | Real Madrid |    |  |
|    |    |     |    |     |     |    |     |    |     |     |     |     |     |     |             |             |             |             |             |             |             |             |             |             |             |             |             |             |             |             |             |             |             |             |             |             |             |    |  |
|    |    |     |    |     |     |    |     |    |     |     |     |     |     |     |             |             |             |             |             |             |             |             |             |             |             |             |             |             |             |             |             |             |             |             |             |             |             |    |  |
| 1ª | 2ª | 3ª  | 4ª | 5ª  | 6ª  | 7ª | 8ª  | 9ª | 10ª | 11ª | 12ª | 13ª | 14ª | 15ª | 16ª         | 17ª         | 18ª         | 19ª         | 20ª         | 21ª         | 22ª         | 23ª         | 24ª         | 25ª         | 26ª         | 27ª         | 28ª         | 29ª         | 30ª         | 31ª         | 32ª         | 33ª         | 34ª         | 35ª         | 36ª         | 37ª         | 38ª         |    |  |

#### Primati stagionali
- Maggior numero di vittorie: Real Madrid (23)
- Minor numero di sconfitte: Real Madrid (6)
- Migliore attacco: Real Madrid (76 reti segnate)
- Miglior difesa: Betis (25 reti subite)
- Miglior differenza reti: Real Madrid (+47)
- Maggior numero di pareggi: Betis (16)
- Minor numero di pareggi: Real Saragozza (7)
- Maggior numero di sconfitte: CD Logroñés (27)
- Minor numero di vittorie: CD Logroñés (2)
- Peggior attacco: CD Logroñés (15 reti segnate)
- Peggior difesa: CD Logroñés (79 reti subite)
- Peggior differenza reti: CD Logroñés (-64)

### Individuali

#### Classifica marcatori
| Gol |  |  | Giocatore           | Squadra             |
| --- |  |  | ------------------- | ------------------- |
| 28  |  |  | Iván Zamorano       | Real Madrid         |
| 25  |  |  | Meho Kodro          | Real Sociedad       |
| 17  |  |  | Vladimir Gudelj     | Celta Vigo          |
| 17  |  |  | Davor Šuker         | Siviglia            |
| 16  |  |  | Bebeto              | Deportivo La Coruña |
| 16  |  |  | Juan Esnáider       | Real Saragozza      |
| 15  |  |  | Juan Antonio Pizzi  | Tenerife            |
| 14  |  |  | Ángel Cuéllar       | Betis               |
| 14  |  |  | Christopher Ohenhen | Compostela          |
| 14  |  |  | Carlos Muñoz Cobo   | Real Oviedo         |